# Список супругов монархов Швеции

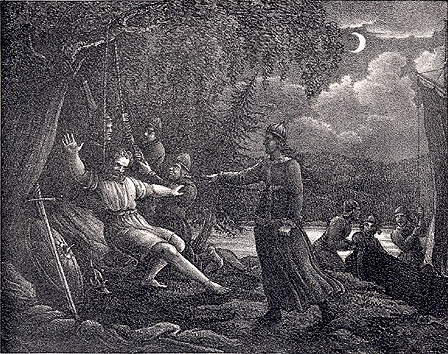
Агни повешен своей женой Скьяльв. Работа Хьюго Гамильтона (1830).

Список супругов монархов Швеции и регентов Швеции.

## Полулегендарные королевы
Шведские королевы из саг:
- Вана (жена Свейгдира)
- Дрифа (жена Ванланди)
- III век : Дротт (жена Домара)
- IV век : Скьяльв (жена Агни)
- V век : Бера (жена Альва)
- VI век : Ирса (жена Адильса)
- VII век : Гаутхильд из Гёталанда (жена Ингьяльда)
- VII век : дочь короля Хейдрика из Смоланда (жена Ивара Видфамне)
- VIII век : Ингилд Шведская (жена Рандвера)
- 970—975 : Ингеборга Трандсдоттер (жена Олафа Бьёрнссона)

## ДинастииМунсёиСтенкилей
| Изображение | Имя                                        | Отец                                     | Рождение                | Брак              | Стала консортом                | Перестала быть консортом | Смерть         | Супруг          |
| ----------- | ------------------------------------------ | ---------------------------------------- | ----------------------- | ----------------- | ------------------------------ | ------------------------ | -------------- | --------------- |
|             | Святослава (Сигрид Гордая)                 | Мешко I (Пясты)                          | ок. 955                 | 978               | 978                            | ок. 990-е развод         | 2 февраля 1014 | Эрик VI         |
|             | Ауд Хаконсдоттир                           | ярл Хакон Могучий                        | ок. 970                 | 990-е             | 990-е                          | 992 смерть мужа          | ок. 1015       | Эрик VI         |
|             | Эстрид Ободритская                         | дочь вождя ободритов                     | ок. 979                 | ок. 1000          | ок. 1000                       | ок. 1022 смерть мужа     | ок. 1035       | Олаф Шётконунг  |
|             | Гунхильда Свейнсдоттир                     | Свейн Хаконссон                          | ок. 1008                | ?                 | ок. 1022 восхождение мужа      | ок. 1050 смерть мужа     | ок. 1060       | Анунд Якоб      |
|             | имя неизвестно, принято называть Ингамодер | Эмунд Шведский (Мунсё)                   | ок. 1043                | ок. 1058          | ок. 1061 восхождение мужа      | ок. 1066 смерть мужа     | ок. 1090       | Стенкиль        |
|             | Гюлла                                      | ?                                        | ?                       | ?                 | ок. 1075 восхождение мужа      | ок. 1079 смерть мужа     | ?              | Хокан I         |
|             | Хелена                                     | Сигторн или Ингвар Путешественник        | ок. 1065                | до 1075           | ок. 1079 восхождение мужа      | ок. 1084 свержение мужа  | 1140           | Инге I Старший  |
|             | Блотстулка                                 | ?                                        | ?                       | до 1094           | ок. 1084 восхождение мужа      | ок. 1087 смерть мужа     | ?              | Блот-Свен       |
|             | Хелена                                     | Сигторн или Ингвар Путешественник        | ?                       | ?                 | ок. 1088 восхождение мужа      | ок. 1105 смерть мужа     | после 1105     | Инге I Старший  |
|             | Ингигерд Норвежская                        | Харальд III, король Норвегии (Хорфагеры) | ок. 1046                | ок. 1095 или 1096 | ок. 1105/1110 восхождение мужа | ок. 1118 смерть мужа     | ок. 1120       | Филипп          |
|             | Рагнхильда Шведская                        | Хальстен                                 | ок. 1075                | ?                 | ?                              | ок. 1117                 | ок. 1117       | Инге II Младший |
|             | Ульфхильда Хаконсдоттер                    | Хакон Финсон                             | ок. 1095                | ок. 1116/17       | ок. 1116/17                    | ок. 1125 смерть мужа     | ок. 1148       | Инге II Младший |
|             | Рихеза Польская                            | Болеслав III, король Польши (Пясты)      | ок. 12 апреля 1106/1116 | ок. 1127          | ок. 1127                       | ок. 1130 свержение мужа  | после 1156     | Магнус I        |

## Династии Сверкера и Эрика
| Изображение | Имя                         | Отец                                           | Рождение           | Брак          | Стала консортом                 | Перестала быть консортом      | Смерть                             | Супруг       |
| ----------- | --------------------------- | ---------------------------------------------- | ------------------ | ------------- | ------------------------------- | ----------------------------- | ---------------------------------- | ------------ |
|             | Ульфхильда Хаконсдоттер     | Хакон Финсон                                   | ок. 1095           | ок. 1134      | ок. 1134                        | ок. 1148                      | ок. 1148                           | Сверкер I    |
|             | Рихеза Польская             | Болеслав III, король Польши (Пясты)            | ок. 12 апреля 1116 | ок. 1148      | ок. 1148                        | 25 декабря 1156 убийство мужа | после 1156                         | Сверкер I    |
|             | Кристина Датская            | Бьёрн Харальдсен Железнобокий (Эстридсены)     | ок. 1120/25        | 1149 или 1150 | ок. 1156 восхождение мужа       | 18 мая 1160 убийство мужа     | ок. 1170                           | Эрик Святой  |
|             | Бригитта Харальдсдоттер     | Харальд IV, король Норвегии (Хорфагеры)        | ок. 1131           | ?             | 18 мая 1160 восхождение мужа    | ок. 1161 убийство мужа        | ок. 1208                           | Магнус II    |
|             | Кристина Хвиде              | Стиг Токесен Хвиде (Хвиде)                     | ок. 1145           | 1163 или 1164 | 1163 или 1164                   | 12 апреля 1167 убийство мужа  | ок. 1200                           | Карл VII (I) |
|             | Сесилия (?)                 | Йохан Сверкерссон Шведский (Дом Сверкеров)     | ок. 1145           | 1160          | 12 апреля 1167 восхождение мужа | ок. 1190 ушла в монастырь     | после 1193                         | Кнут I       |
|             | Бенедикта Хвиде             | Эббе Сунесен Хвиде (Хвиде)                     | ок. 1165/1170      | ок. 1185      | ок. 1196 восхождение мужа       | ок. 1199/1200                 | ок. 1199/1200                      | Сверкер II   |
|             | Ингегерд Биргерсдоттер      | Биргер Броса, верховный ярл Швеции (Фолькунги) | ок. 1180           | 1200          | 1200                            | 31 января 1208 свержение мужа | 7 апреля после 1210, вероятно 1230 | Сверкер II   |
|             | Рихеза Датская              | Вальдемар I, король Дании (Эстридсены)         | ок. 1190/1191      | 1210          | 1210                            | 10 апреля 1216 смерть мужа    | 8 мая 1220                         | Эрик (X)     |
|             | Хелена Педерсдаттер Странге | Педер Странгессон                              | ок. 1200           | ок. 1225      | ок. 1229 восхождение мужа       | ок. 1234 смерть мужа          | ок. 1255                           | Кнут II      |
|             | Катарина Сунесдоттер        | Суне Фолькессон (Фолькунги)                    | ок. 1215           | ок. 1243/1244 | ок. 1243/1244                   | 2 февраля 1250 смерть мужа    | ок. 17 января 1251                 | Эрик (XI)    |

## Фолькунги
| Изображение | Имя                   | Отец                                                           | Рождение   | Брак                                                                        | Стала консортом                                                             | Перестала быть консортом                            | Смерть          | Супруг     |
| ----------- | --------------------- | -------------------------------------------------------------- | ---------- | --------------------------------------------------------------------------- | --------------------------------------------------------------------------- | --------------------------------------------------- | --------------- | ---------- |
|             | София Датская         | Эрик IV, король Дании (Эстридсены)                             | 1241       | 1260                                                                        | 1260                                                                        | 22 июля 1275 свержение мужа                         | 1286            | Вальдемар  |
|             | Хельвиг Гольштейнская | Герхард I, граф Гольштейн-Итцехо (Шауэнбурги)                  | ок. 1260   | 11 ноября 1276                                                              | 11 ноября 1276                                                              | 18 декабря 1290 смерть мужа                         | ок. 1324        | Магнус III |
|             | Марта Датская         | Эрик V, король Дании (Эстридсены)                              | 1277       | ноябрь 1298                                                                 | ноябрь 1298                                                                 | март или апрель 1318 свержение мужа                 | 3 октября 1341  | Биргер     |
|             | Бланка Намюрская      | Жан I, маркграф Намюра (Дампьеры)                              | ок. 1320   | октябрь/начало ноября 1335                                                  | октябрь/начало ноября 1335                                                  | 1363                                                | 1363            | Магнус IV  |
|             | Беатриса Баварская    | Людовик IV, император Священной Римской империи (Виттельсбахи) | 1344       | 17 октября 1356 восхождение мужа королева вместе с Бланкой, своей свекровью | 17 октября 1356 восхождение мужа королева вместе с Бланкой, своей свекровью | 20 июня 1359 смерть мужа                            | 25 декабря 1359 | Эрик XII   |
|             | Маргарита I Датская   | Вальдемар IV, король Дании (Эстридсены)                        | весна 1353 | 9 апреля 1363 как сокоролева-консорт, затем претендент                      | 9 апреля 1363 как сокоролева-консорт, затем претендент                      | 15 февраля 1364 свержение мужа (претендент до 1380) | 28 октября 1412 | Хакон II   |

## Мекленбургский дом
| Изображение | Имя                | Отец                          | Рождение | Брак | Стала консортом | Перестала быть консортом | Смерть                 | Супруг   |
| ----------- | ------------------ | ----------------------------- | -------- | ---- | --------------- | ------------------------ | ---------------------- | -------- |
|             | Рихарда Шверинская | Оттон I, граф Шверина (Хаген) | 1347/8   | 1365 | 1365            | 23 апреля/11 июля 1377   | 23 апреля/11 июля 1377 | Альбрехт |

## КоролевыУниии супруги регентов (1397—1523)
Некоторые королевы в этом списке были также королевами Дании и Норвегии; также в списке указаны супруги регентов Швеции, которые не имели титул королей.
Королевы-консорты
| Изображение | Имя                     | Отец                                                   | Рождение    | Брак             | Стала консортом  | Перестала быть консортом  | Смерть         | Супруг        |
| ----------- | ----------------------- | ------------------------------------------------------ | ----------- | ---------------- | ---------------- | ------------------------- | -------------- | ------------- |
|             | Филиппа Английская      | Генрих IV, король Англии (Ланкастеры)                  | 4 июня 1394 | 26 октября 1406  | 26 октября 1406  | 7 января 1430             | 7 января 1430  | Эрик VII      |
|             | Доротея Бранденбургская | Иоганн, маркграф Бранденбург-Кульмбаха (Гогенцоллерны) | 1430/1431   | 12 сентября 1445 | 12 сентября 1445 | 6 января 1448 смерть мужа | 10 ноября 1495 | Кристофер III |

Супруги регентов
- 1448 : Карин Карлсдоттер, третья жена регента Нильса Йонссона.
- 1448 : Мерете Лидекедоттер Стралендорп, вторая жены регента Бенгта Йонссона.

Королевы-консорты
| Изображение | Имя                     | Отец                                                   | Рождение  | Брак            | Стала консортом               | Перестала быть консортом    | Смерть          | Супруг         |
| ----------- | ----------------------- | ------------------------------------------------------ | --------- | --------------- | ----------------------------- | --------------------------- | --------------- | -------------- |
|             | Катарина Карлсдоттер    | Карл Ормссон Гумсехувуд (Гумсехувуды)                  | ?         | 5 октября 1438  | 20 июня 1448 восхождение мужа | 7 сентября 1450             | 7 сентября 1450 | Карл VIII (II) |
|             | Доротея Бранденбургская | Иоганн, маркграф Бранденбург-Кульмбаха (Гогенцоллерны) | 1430/1431 | 28 октября 1449 | 23 июня 1457 восхождение мужа | 23 июня 1464 свержение мужа | 10 ноября 1495  | Кристиан I     |

Супруги регентов
- 1466—1467 : Элин Густавсдоттер Стуре (второй раз), жена регента Эрика Аксельссона Тотта

Королевы-консорты
| Изображение | Имя                     | Отец                                     | Рождение | Брак | Стала консортом | Перестала быть консортом | Смерть | Супруг         |
| ----------- | ----------------------- | ---------------------------------------- | -------- | ---- | --------------- | ------------------------ | ------ | -------------- |
|             | Кристина Абрахамсдоттер | Абрахам Педерссон, губернатор Разенборга | 1432     | 1470 | 1470            | 15 мая 1470 смерть мужа  | 1492   | Карл VIII (II) |

Супруги регентов
- 1470—1497 : Ингеборга Тотт, (первый раз), жена регента Стена Стуре Старшего, ум. 1507.

Королевы-консорты
| Изображение | Имя                 | Отец                               | Рождение        | Брак            | Стала консортом                 | Перестала быть консортом       | Смерть         | Супруг    |
| ----------- | ------------------- | ---------------------------------- | --------------- | --------------- | ------------------------------- | ------------------------------ | -------------- | --------- |
|             | Кристина Саксонская | Эрнст, курфюрст Саксонии (Веттины) | 25 декабря 1461 | 6 сентября 1478 | 6 октября 1497 восхождение мужа | август 1501 муж утратил Швецию | 8 декабря 1521 | Иоганн II |

Супруги регентов
- 1501—1503 : Ингеборга Тотт (второй раз), жена регента Стена Стуре Старшего, ум. 1507.
- 1504—1512 : Метте Дир, жена регента Сванте Стуре.
- 1512—1520 : Кристина Юлленшерна, жена регента Стена Стуре Младшего ум. 1559.

Королевы-консорты
| Изображение | Имя                  | Отец                                  | Рождение     | Брак            | Стала консортом                | Перестала быть консортом           | Смерть         | Супруг      |
| ----------- | -------------------- | ------------------------------------- | ------------ | --------------- | ------------------------------ | ---------------------------------- | -------------- | ----------- |
|             | Изабелла Австрийская | Филипп I, король Кастилии (Габсбурги) | 18 июля 1501 | 12 августа 1515 | 1 ноября 1520 восхождение мужа | 23 августа 1521 муж утратил Швецию | 19 января 1526 | Кристиан II |

## Васа
| Изображение | Имя                                    | Отец                                                        | Рождение         | Брак                                                 | Стала консортом                                      | Перестала быть консортом        | Смерть           | Супруг           |
| ----------- | -------------------------------------- | ----------------------------------------------------------- | ---------------- | ---------------------------------------------------- | ---------------------------------------------------- | ------------------------------- | ---------------- | ---------------- |
|             | Екатерина Саксен-Лауэнбургская         | Магнус I, герцог Саксен-Лауэнбурга (Аскании)                | 24 сентября 1513 | 24 сентября 1531                                     | 24 сентября 1531                                     | 23 сентября 1535                | 23 сентября 1535 | Густав I         |
|             | Маргарита Лейонхувуд                   | Эрик Абрахамссон Лейонхувуд (Лейонхувуд)                    | 1 января 1516    | 1 октября 1536                                       | 1 октября 1536                                       | 26 августа 1551                 | 26 августа 1551  | Густав I         |
|             | Катарина Стенбок                       | Густав Олофссон Стенбок (Стенбок)                           | 22 июля 1535     | 22 августа 1552                                      | 22 августа 1552                                      | 29 сентября 1560 смерть мужа    | 13 декабря 1621  | Густав I         |
|             | Катарина (Карин)                       | Монс                                                        | 6 октября 1550   | 13 июля 1567 (неофициально) 4 июля 1568 (официально) | 13 июля 1567 (неофициально) 4 июля 1568 (официально) | 29 сентября 1568 свержение мужа | 13 сентября 1612 | Эрик XIV         |
|             | Катерина Ягеллонка                     | Сигизмунд I, король Польши (Ягеллоны)                       | 1 ноября 1526    | 4 октября 1562                                       | 29 сентября 1568 восхождение мужа                    | 16 сентября 1583                | 16 сентября 1583 | Юхан III         |
|             | Гунилла Бельке                         | Юхан Аксельссон Бельке, губернатор Эстергётланда (Бельке)   | 25 июня 1568     | 15 февраля 1585                                      | 15 февраля 1585                                      | 17 ноября 1592 смерть мужа      | 19 июля 1597     | Юхан III         |
|             | Анна Австрийская                       | Карл II, эрцгерцог Австрии (Габсбурги)                      | 16 августа 1573  | 31 мая 1592                                          | 17 ноября 1592 восхождение мужа                      | 10 февраля 1598                 | 10 февраля 1598  | Сигизмунд III    |
|             | Кристина Шлезвиг-Гольштейн-Готторпская | Адольф, герцог Гольштейн-Готторпский (Гольштейн-Готторпы)   | 13 апреля 1573   | 8 июля 1592                                          | 22 марта 1604 восхождение мужа                       | 30 октября 1611 смерть мужа     | 8 декабря 1625   | Карл IX          |
|             | Мария Элеонора Бранденбургская         | Иоганн III Сигизмунд, курфюрст Бранденбурга (Гогенцоллерны) | 11 ноября 1599   | 25 ноября 1620                                       | 25 ноября 1620                                       | 6 ноября 1632 смерть мужа       | 28 марта 1655    | Густав II Адольф |

## Пфальц-Цвейбрюкенская династия
| Изображение | Имя                                            | Отец                                                           | Рождение         | Брак            | Стал(а) консортом               | Перестал(а) быть консортом                              | Смерть         | Супруг(а)        |
| ----------- | ---------------------------------------------- | -------------------------------------------------------------- | ---------------- | --------------- | ------------------------------- | ------------------------------------------------------- | -------------- | ---------------- |
|             | Гедвига Элеонора Шлезвиг-Гольштейн-Готторпская | Фридрих III, герцог Гольштейн-Готторпский (Гольштейн-Готторпы) | 23 октября 1636  | 24 октября 1654 | 24 октября 1654                 | 13 февраля 1660 смерть мужа                             | 24 ноября 1715 | Карл X Густав    |
|             | Ульрика Элеонора Датская                       | Фредерик III, король Дании (Ольденбурги)                       | 11 сентября 1656 | 6 мая 1680      | 6 мая 1680                      | 26 июля 1693                                            | 26 июля 1693   | Карл XI          |
|             | Фредрик Гессен-Кассельский                     | Карл I, ландграф Гессен-Касселя (Гессен-Кассель)               | 18 апреля 1676   | 24 марта 1715   | 5 декабря 1718 восхождение жены | 29 февраля 1720 отречение жены, собственное восхождение | 25 марта 1751  | Ульрика Элеонора |

## Гессен-Кассельский дом
| Изображение | Имя                       | Отец                                                    | Рождение       | Брак          | Стала консортом                | Перестала быть консортом | Смерть         | Супруг    |
| ----------- | ------------------------- | ------------------------------------------------------- | -------------- | ------------- | ------------------------------ | ------------------------ | -------------- | --------- |
|             | Ульрика Элеонора Шведская | Карл XI, король Швеции (Пфальц-Цвейбрюкенская династия) | 23 января 1688 | 24 марта 1715 | 24 марта 1720 восхождение мужа | 24 ноября 1741           | 24 ноября 1741 | Фредрик I |

## Гольштейн-Готторпы
| Изображение | Имя                                              | Отец                                                         | Рождение      | Брак            | Стала консортом                  | Перестала быть консортом     | Смерть           | Супруг           |
| ----------- | ------------------------------------------------ | ------------------------------------------------------------ | ------------- | --------------- | -------------------------------- | ---------------------------- | ---------------- | ---------------- |
|             | Луиза Ульрика Прусская                           | Фридрих Вильгельм I, король Пруссии (Гогенцоллерны)          | 24 июля 1720  | 18 августа 1744 | 25 марта 1751 восхождение мужа   | 12 февраля 1771 смерть мужа  | 16 июля 1782     | Адольф Фредрик   |
|             | София Магдалена Датская                          | Фредерик V, король Дании (Ольденбурги)                       | 3 июля 1746   | 4 ноября 1766   | 12 февраля 1771 восхождение мужа | 29 марта 1792 смерть мужа    | 21 августа 1813  | Густав III       |
|             | Фредерика Баденская                              | Карл Людвиг, наследный принц Баденский (Церингены)           | 12 марта 1781 | 31 октября 1797 | 31 октября 1797                  | 29 марта 1809 отречение мужа | 25 сентября 1826 | Густав IV Адольф |
|             | Гедвига Елизавета Шарлотта Гольштейн-Готторпская | Фридрих Август I, герцог Ольденбургский (Гольштейн-Готторпы) | 22 марта 1759 | 7 июля 1774     | 6 июня 1809 восхождение мужа     | 5 февраля 1818 смерть мужа   | 20 июня 1818     | Карл XIII        |

## Бернадоты
| Изображение | Имя                      | Отец                                            | Рождение        | Брак             | Стала консортом                   | Перестала быть консортом   | Смерть          | Супруг           |
| ----------- | ------------------------ | ----------------------------------------------- | --------------- | ---------------- | --------------------------------- | -------------------------- | --------------- | ---------------- |
|             | Дезидерия                | Франсуа Клари                                   | 8 ноября 1777   | 17 августа 1798  | 5 февраля 1818 восхождение мужа   | 8 марта 1844 смерть мужа   | 17 декабря 1860 | Карл XIV Юхан    |
|             | Жозефина Лейхтенбергская | Эжен де Богарне (Богарне)                       | 14 марта 1807   | 19 июня 1823     | 8 марта 1844 восхождение мужа     | 8 июля 1859 смерть мужа    | 7 июня 1876     | Оскар I          |
|             | Луиза Нидерландская      | Фридрих Нидерландский (Оранская династия)       | 5 августа 1828  | 19 июня 1850     | 8 июля 1859 восхождение мужа      | 30 марта 1871              | 30 марта 1871   | Карл XV          |
|             | София Нассауская         | Вильгельм I, герцог Нассау (Нассау-Вейльбурги)  | 9 июля 1836     | 6 июня 1857      | 18 сентября 1872 восхождение мужа | 8 декабря 1907 смерть мужа | 30 декабря 1913 | Оскар II         |
|             | Виктория Баденская       | Фридрих I, великий герцог Баденский (Церингены) | 7 августа 1862  | 20 сентября 1881 | 8 декабря 1907 восхождение мужа   | 4 апреля 1930              | 4 апреля 1930   | Густав V         |
|             | Луиза Маунтбеттен        | Людвиг Александр Баттенберг (Баттенберги)       | 13 июля 1889    | 3 ноября 1923    | 29 октября 1950 восхождение мужа  | 7 марта 1965               | 7 марта 1965    | Густав VI Адольф |
|             | Сильвия                  | Вальтер Зоммерлат                               | 23 декабря 1943 | 19 июня 1976     | 19 июня 1976                      | действующая                | действующая     | Карл XVI Густав  |

### Регенты

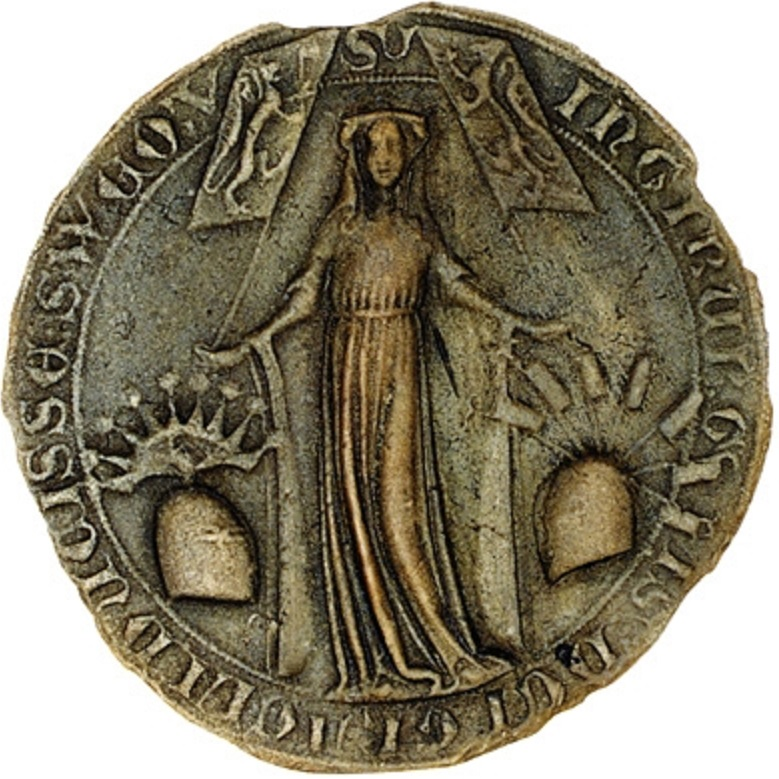
Печать герцогини Ингеборги

Некоторые шведские королевы были регентами своих мужей или детей и имели голос в правительстве:
- 1318—1326 : герцогиня Ингеборга, вдова герцога Эрика Магнуссона, была регентом при малолетнем сыне.
- 1424—1430 : Филиппа Английская, представительница своего супруга в стране во время Унии.
- 1470—1497 : Ингеборга Тотт (в этих годах с перерывами) во время отсутствия супруга.
- 1504—1512 : Метте Дир (в этих годах с перерывами) заседала вместо супруга в совете во время его отсутствий.
- 1520 : Кристина Юлленшерна была регентом и правительница Стокгольма при малолетнем сыне.
- 1605 : Кристина Шлезвиг-Гольштейн-Готторпская была регентом во время отсутствия супруга.
- 1611 : Кристина Шлезвиг-Гольштейн-Готторпская была временным регентом при малолетнем сыне.
- 1660—1672 : Гедвига Элеонора Шлезвиг-Гольштейн-Готторпская была регентом при малолетнем сыне.
- 1697 : Гедвига Элеонора Шлезвиг-Гольштейн-Готторпская была регентом при малолетнем внуке.
- 1700—1713 : Гедвига Элеонора Шлезвиг-Гольштейн-Готторпская была регентом во время отсутствия своего внука.
- 1731 : Ульрика Элеонора Шведская была регентом во время отсутствия супруга.
- 1738 : Ульрика Элеонора Шведская была регентом во время отсутствия супруга.

### Правящие королевы
В Швеции было три правящих королевы:
- 1389—1412 : Маргарита I Датская
- 1632—1654 : Кристина Шведская
- 1718—1720 : Ульрика Элеонора Шведская (королева-консорт в 1720—1741 годах)

### Титулярные королевы
- 1396—1405 : Агнесса Брауншвейг-Люнебургская, жена короля Альбрехта (смещён в 1389 году, восстановлен на престоле в 1405 году)
- 1605—1631 : Констанция Австрийская, жена короля Сигизмунда III Васы
- 1637—1644 : Цецилия Рената Австрийская, жена короля Владислава IV Васы
- 1646—1660 : Мария Луиза Гонзага, жена короля Владислава IV Васы